# Mariusz Furmanek
Mariusz Furmanek (ur. 13 września 1962) – polski urzędnik państwowy i przedsiębiorca, w latach 1998–1999 podsekretarz stanu w Ministerstwie Spraw Wewnętrznych i Administracji, w latach 1998–2000 Szef Obrony Cywilnej Kraju.

## Życiorys
Syn Zenona, zamieszkał w Warszawie. Absolwent Uniwersytetu Jagiellońskiego i Krajowej Szkoły Administracji Publicznej. Odbył staże w instytucjach zagranicznych, m.in. w landtagu Badenii Wirtembergii, Bundestagu i Radzie Europy w Strasburgu. W latach 1994–1998 doradca Departamentu Obrony Narodowej i Bezpieczeństwa Państwa Najwyższej Izby Kontroli.
Od 5 listopada 1998 do 5 stycznia 1999 sprawował funkcję podsekretarza stanu w Ministerstwie Spraw Wewnętrznych i Administracji, odpowiedzialnego za wdrożenie reformy administracyjnej na terenie województwa pomorskiego. Od 1 października 1998 do kwietnia 2000 pozostawał także Szefem Obrony Cywilnej Kraju, jednocześnie będąc wiceszefem zespołu reagowania kryzysowego MSWiA i sekretarzem Komitetu Rady Ministrów ds. Zarządzania w Sytuacjach Kryzysowych. Był inicjatorem powołania Urzędu Zarządzania Kryzysowego, w którym objął stanowisko dyrektora, zajmował się też pomocą humanitarną dla terenów objętych klęskami żywiołowymi i wojnami. W kwietniu 2000 odszedł z administracji państwowej, założył przedsiębiorstwo zajmujące się doradztwem. Autor publikacji na tematy bezpieczeństwa w prasie.
W 1999 otrzymał Brązowy Krzyż Zasługi.